# Microcavia australis
El cuis chico (Microcavia australis) también conocido como cuy, cuye o apereá, es una especie de roedor de la familia Caviidae que habita extensas áreas de Argentina occidental, Uruguay y Chile.

## Etimología
El nombre del género, Microcavia, alude a la similitud morfológica de estos animales con los representantes del género Cavia, pero de tamaño menor ("micro"). El epíteto australis significa "del sur", por el hábitat de la especie.

## Características
Los machos adultos pesan entre 200 y 330 gramos y miden entre 170 y 245 mm. Tienen pelaje corto de color gris amarillento, con abdomen pálido, y grandes ojos rodeados por un anillo de color blanco, pelo blancuzco, orejas redondeadas y una cola desnuda muy corta.

## Hábitat y distribución
La especie habita en llanuras desérticas o semidesérticas y en valles de Argentina, desde la provincia de Salta hasta la de Santa Cruz, en todo el territorio de Uruguay y en áreas australes de Chile. No posee subespecies.

## Reproducción
Las hembras usualmente entran en celo a los 40 o 50 días de edad, pero todavía no son aptas para concebir. El ciclo del estro puede durar 15 días. El período de gestación es de 55 días. Las camadas pueden ser de entre 2 a 5 crías en promedio. 

## Alimentación
Se alimentan con hojas, retoños, frutas y flores. Pueden trepar árboles de hasta 4 metros de altura para comer las hojas y brotes. Se ha observado que en épocas de extrema sequía, pueden llegar a comer la corteza de árboles y arbustos como el chañar y la jarilla, afectando la supervivencia de estas especies vegetales.Y el águila es el depredador más temido de ellas.

## Comportamiento
La actividad del animal es principalmente diurna, y de noche se refugia en cuevas bajo matorrales, que cava en suelos blandos.
Las relaciones entre machos adultos son de fuerte competencia y agresividad, por lo que las colonias presentan parámetros de conducta jerárquicos, con grupos estructurados alrededor de un macho dominante en los que la agresión produce la continua dispersión de las poblaciones.
Los individuos colaboran en la comunidad; en el caso de hembras, se ha observado la crianza común de cachorros, y en tiempo frío se acurrucan juntos para conservar el calor.
El sistema de madrigueras es sustentado por una extrema fidelidad individual; en caso de persecución, el cuis cava en distintos lugares para ocultarse sin ingresar a la madriguera común.